# Premio Ignazio Silone per la cultura
Il premio Ignazio Silone per la cultura è un premio internazionale dedicato allo scrittore Ignazio Silone rivolto al mondo della cultura e dell'arte che si assegna con cadenza biennale.

## Storia
È stato costituito da Coordinamento nazionale dei circoli di cultura "Ignazio Silone" nel 1988, anno della prima edizione.
Fino alla XIII edizione, tenutasi nel 2001, è stato presidente Pierluigi Romita; dalla XIV edizione è presidente Adriano Villata.
Nel 1998 il premio ha assunto carattere internazionale e dal 2001 è passato da una cadenza annuale a biennale. Nelle prime edizioni annuali veniva proclamato un solo vincitore; dalla XIIIma edizione si è passati a tre vincitori; infine, dalla XVII edizione i premiati sono cinque.
Le personalità insignite vengono premiate con il "Silone d'oro", un pendente fuso a cera persa, opera dello scultore Umberto Mastroianni (1988 oro 18 carati - gr. 60 - Ø mm. 60).
Il metodo che regola le nomination vede impegnati i premiati della precedente edizione a sottoporre una rosa di tre nomi ciascuno per la successiva premiazione, individuati tra esponenti internazionali delle arti visive, della musica, della letteratura o altri settori culturali, che si siano distinti per il loro apporto concreto alla cultura attuale.

## Lista dei premiati
- 1988 - I edizione: Marcello Mastroianni
- 1989 - II edizione: Franco Boneschi
- 1990 - III edizione: Nanni Loi
- 1991 - IV edizione: Emilio Villa
- 1992 - V edizione: Giuseppe Sinopoli
- 1993 - VI edizione: Agenore Fabbri
- 1994 - VII edizione: Leo Solari
- 1995 - VIII edizione: Franc Oldering
- 1996 - IX edizione: Umberto Mastroianni
- 1997 - X edizione: Filiberto Guala
- 1998 - XI edizione: Jean Messagier
- 1999 - XII edizione: Adriano Villata
- 2001 - XIII edizione: Franco Mannino, Nicu Filip, Piero Dorazio
- 2003 - XIV edizione: Henri Groves, Cornelius Van Beverloo, Sidney Geist
- 2004 - XV  edizione: Jean Michel Folon, Giuseppe Patroni Griffi, Pierre Cabanne
- 2007 - XVI edizione: Dionisia Oliveira Bigliato, Bram Bogart, Želemir Košćević
- 2009 - XVII edizione: Luca Massimo Barbero, Rafael Canogar, Maria Cristina Carlini, Franco Ferrarotti, Federico Gozzelino
- 2011 - XVIII edizione: Rachele Bianchi, Massimiliano Fuksas, Umberto Galimberti, Susy Picchio, Alberto Sughi
- 2013 - XIX edizione: Philippe Daverio, Emmanuele Emanuele, Alessandro Mattia Mazzoleni, Melania Mazzucco, Ennio Morricone